# Частный корреспондент
«Частный корреспондент» (chaskor.ru, также «Часкор») — российское интернет-издание, выходившее с 2008 по 2022 год. Первое в России издание, полностью перешедшее на лицензию Creative Commons. Публиковало аналитические и обзорные статьи, интервью, новости и репортажи.
«Частный корреспондент» официально зарегистрирован в Роспечати.
В материалах издания использовались подборки и перепечатки из блогов, отрывки книг, перепечатки из специализированных изданий, однако большая часть статей — публикации авторов, приславших свои тексты в «ЧасКор». Издание не участвовало в системах обмена баннерами и ссылками, все статьи проходили через редакцию.
Во второй половине 2010-х издание начало всё сильнее фокусироваться на экологической повестке и вопросах изменения климата, а в июне 2020 года вышла специальная редакционная статья-манифест, в которой был зафиксирован этот переход.
31 марта 2022 года было объявлено о приостановлении деятельности издания, в котором за 14 лет работы вышло почти 50 тысяч материалов.
Сайт издания оставался доступен до 19 июня 2022 года.

## Главный редактор
Главным редактором «Частного корреспондента» до сентября 2011 года был Иван Засурский. С сентября 2011 по февраль 2014 года пост главного редактора занимала Юлия Эйдель, работавшая в издании с 2008 года в качестве автора статей и редактора разных отделов. В феврале 2015 года главным редактором стала Наталия Трищенко. В 2018 году главным редактором издания стала Ангелина Горбунова.
Все материалы в «Частном корреспонденте» группируются в 12 тематических разделов: «Общество», «Экономика», «В мире», «Культура», «Медиа», «Технологии», «Здоровье», «Экзотика», «Книги», «Корреспонденция», «Календарь», «Мнения». Каждый из разделов, в свою очередь, также подразделяется на 9—12 субразделов. В них представлены как обзорные и аналитические статьи, так и новости, репортажи, мнения экспертов.

## «Частный корреспондент» и Creative Commons
С 2009 года все материалы «Частного корреспондента» стали доступны под лицензией Creative Commons Attribution версии 3.0. Как сообщил издатель «Частного корреспондента» Иван Засурский, одной из основных целей этого стало желание помочь Русской Википедии, так как использование материалов «Частного корреспондента» (с указанием первоначального источника) в Википедии под условиями Creative Commons абсолютно легально. По мнению главного редактора, материалы «Частного корреспондента» могли бы помочь энциклопедии, потому что они, с одной стороны, представляют аналитику, с другой — удовлетворяют требованию нейтральности.

## Награды
- 2011 — Премия Рунета в номинации «Культура и массовые коммуникации».